# Jef Cassiers
Jef Cassiers (Anvers, 10 de juliol 1929 - 1 de juny 1987) va ser un actor, comediant i director de cinema flamenc, més conegut pels seus papers a les sèries Het Manneke i Johan en de Alverman.

## Biografia
Cassiers va créixer al districte de Seefhoek d'Anvers i va començar a assolir l'èxit i la fama quan, després de la Segona Guerra Mundial, ell i el seu germà Cois (29 de gener 1927 - 22 d'octubre 1971) va actuar com a conjunt de comèdia De Woodpeckers. Els 'Woodpeckers' es van convertir en convidats habituals al 'Cyrano' d'Anton Peters.
A finals de la dècada de 1950 va protagonitzar una sèrie de pel·lícules de comèdia flamenca, en les quals també va aparèixer Gaston Berghmans. Entre 1961 i 1963 va aparèixer diàriament al BRT en una sèrie de Comèdia de clatellades com Het Manneke, que es va convertir en un element popular. El 1965 repetiria l'èxit amb la sèrie juvenil flamenca Johan en de Alverman.
A la dècada de 1970 va treballar com a desenvolupador a l'aleshores BRT. Juntament amb el productor Etienne Wijnant, va fer programes especials sobre artistes com Liesbeth List i Hildegard Knef. L'any 1972 van guanyar el Premi Internacional de Premsa i una Menció Honorífica del jurat de la dotzena Rose d'Or de Montreux amb el programa Barartea amb Liesbeth List. Van rebre el Premi Bert Leysen 1974 pel programa Irreversibel amb Hildegard Knef.
Va dirigir la sèrie juvenil Xenon (1984) i aquest mateix any també la primera pel·lícula de dibuixos animats en flamenc: Jan zonder Vrees.
Cassiers va superar una addicció a l'alcohol. Va morir el 1987 de càncer. Poc abans, havia actuat amb el seu fill Guy Cassiers en una adaptació de The Birthday Party de Harold Pinter.
El 2005 va acabar al número 223 de la versió flamenca de De Grootste Belg, fora de la llista oficial de nominacions.